# Saint-Christophe-le-Chaudry
Saint-Christophe-le-Chaudry – miejscowość i gmina we Francji, w Regionie Centralnym, w departamencie Cher.
Według danych na rok 1990 gminę zamieszkiwało 120 osób, a gęstość zaludnienia wynosiła 7 osób/km² (wśród 1842 gmin Regionu Centralnego Saint-Christophe-le-Chaudry plasuje się na 1016. miejscu pod względem liczby ludności, natomiast pod względem powierzchni na miejscu 785.).